# Ejército del Sur (bando sublevado)
El Ejército del Sur, también conocido como Ejército de Operaciones del Sur agrupaba parte de las tropas del bando sublevado durante la guerra civil española. Fue creado el 1 de agosto de 1936, destinado a guarnecer los frentes de Andalucía y de Extremadura. Su jefe era el general de división Gonzalo Queipo de Llano, situando su cuartel general en la ciudad de Sevilla. Participó en la campaña de Extremadura, la campaña de la Aceituna, la batalla de Málaga, la batalla de Pozoblanco, el cierre de la bolsa de La Serena, la batalla de Peñarroya y la ofensiva final.

## Orígenes
El 2 de octubre de 1936 nacía en la ciudad de Burgos el Boletín Oficial del Estado y, con él, la ley que creaba la Junta Técnica del Estado, y sendos decretos por los que se creaban el Ejército del Norte y el Ejército del Sur. Queipo de Llano quedaba encargado de los frentes de la antigua II División Orgánica y de la provincia de Badajoz.

## Estructura

### Orden de batalla
- II Cuerpo de Ejército. Su jefe era el general de brigada de Infantería Luis Solans Labedán.
- III Cuerpo de Ejército. Su jefe era el general de brigada de Infantería Francisco de Borbón y de la Torre.

### Reserva
- 102.ª División, incorporada en octubre de 1937.
- 112.ª División, incorporada en septiembre de 1937.
- 122.ª División, incorporada el 24 de mayo de 1938.
- 80.ª División, incorporada en mayo de 1938.
- 2.ª División de Caballería, incorporada el 31 de octubre de 1938.

### Mandos
- Comandante en jefe: general de división Gonzalo Queipo de Llano.
- Jefe de Estado Mayor: coronel de Estado Mayor José Cuesta Moreno.
- Comandante Principal de Artillería: Pedro Jevenois Labernade (desde el 23 de julio de 1938).[2]
- Comandante Principal del Arma de Ingenieros: